# Formel Renault Eurocup

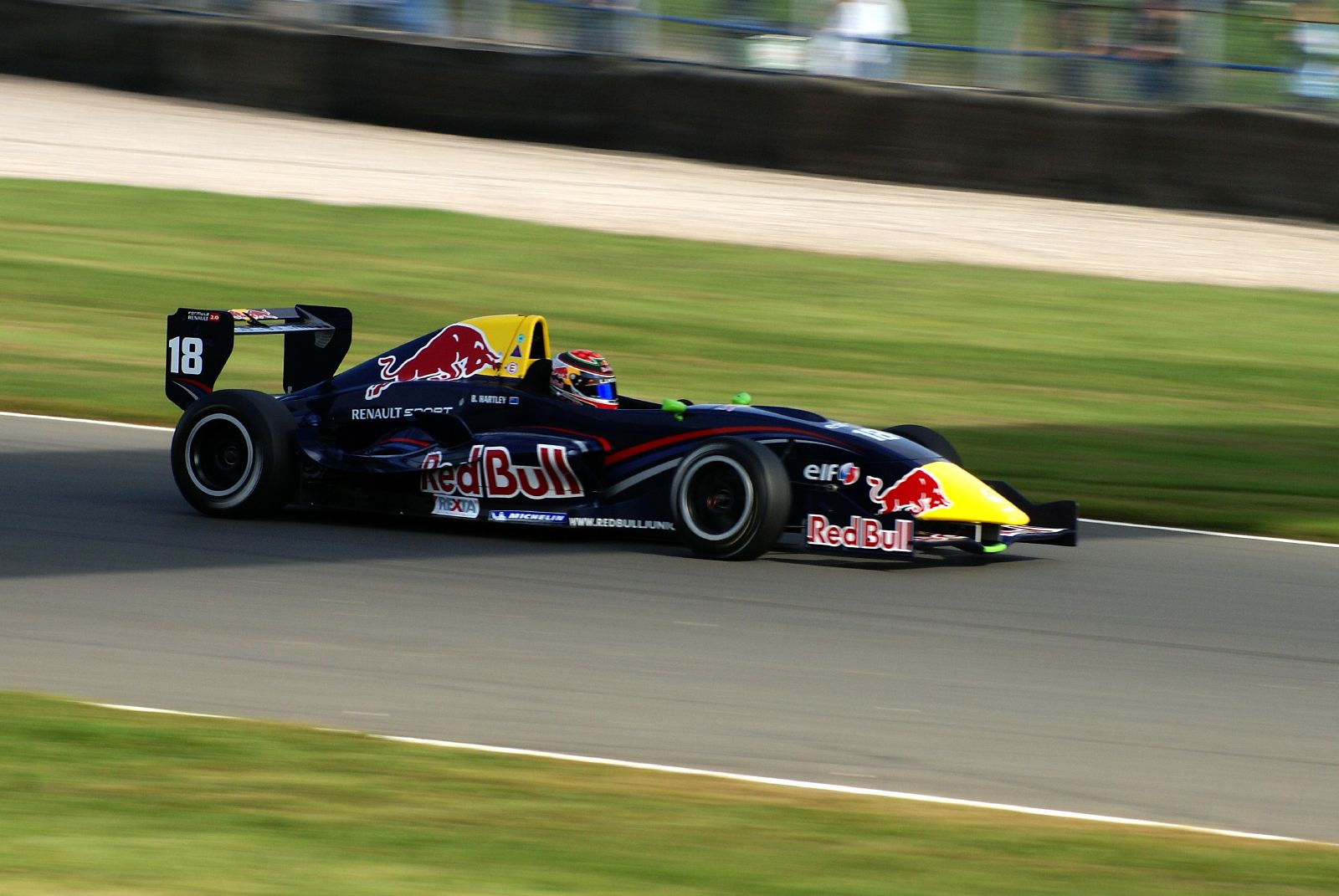
Brendon Hartley im Formel Renault 2.0 Eurocup 2007

Der Formel Renault Eurocup (vormals: Eurocup Formula Renault 2.0) war eine regionale Formel-3-Rennserie. Der Formel Renault Eurocup war Teil der World Series by Renault und diente als Sprungbrett in die Formel Renault 3.5, die die höchste Rennserie der World Series by Renault war. Nach der Umstellung auf FIA-Regeln diente er als Sprungbrett in die höheren Formel Klassen. Ab 2021 wurde der Renault Eurocup mit der Formula Regional European Championship zusammengelegt, um als „Formula Regional European Championship by Alpine“ zu laufen.

## Geschichte
Seit ihrer Gründung im Jahr 1991 haben es einige Piloten dieser Rennserie in die Formel 1 geschafft. Der erfolgreichste Titelträger des Formel Renault 2.0 Eurocups in der Formel 1 ist Felipe Massa, der 2008 die Vizeweltmeisterschaft gewann.
Der Meister erhielt vor der Umstellung auf FIA-Regeln eine Titelprämie von 500.000 Euro, die ihm ermöglichen sollte, seine Karriere in der Formel Renault 3.5 fortzusetzen.
Ab 2016 wurde der Formel Renault 2.0 Eurocup im Rahmen der Renault Sport Series veranstaltet und von Renault Sport ausgerichtet. Bis 2018 war er innerhalb der Renault Sport Series als wichtigste Formel-Renault-2.0-Serie ein bedeutender Schritt zum Aufstieg in die World Series by Renault.
Vor der Saison 2019 wurde das Reglement des Eurocups komplett umgestellt und folgte nicht mehr den Formula-Renault-2.0-Regeln, sondern den regionalen Formel-3-Regeln der FIA. Damit reihte sich der Eurocup in die Karriereleiter der FIA ein. Der Schritt kam kurzfristig, nachdem das Gebot von Renault Sport, die regionale F3-Serie in Europa zu veranstalten, scheiterte.
In der Saison 2019 trat erstmals ein Team von Formel-1-Weltmeister Fernando Alonso im Eurocup an. Betrieben wurde das Team vom spanischen Team Drivex School. Das Team kam jedoch über den letzten Rang nicht hinaus und musste aufgrund finanzieller Probleme bei Drivex einige Rennen auslassen. Der Zusatz by Drivex wurde daher für die Saison 2020 aus der Anmeldung gestrichen. Technische Unterstützung soll für 2020 vom neu gegründeten Manor-Team mit Unterstützung von MP Motorsport kommen.

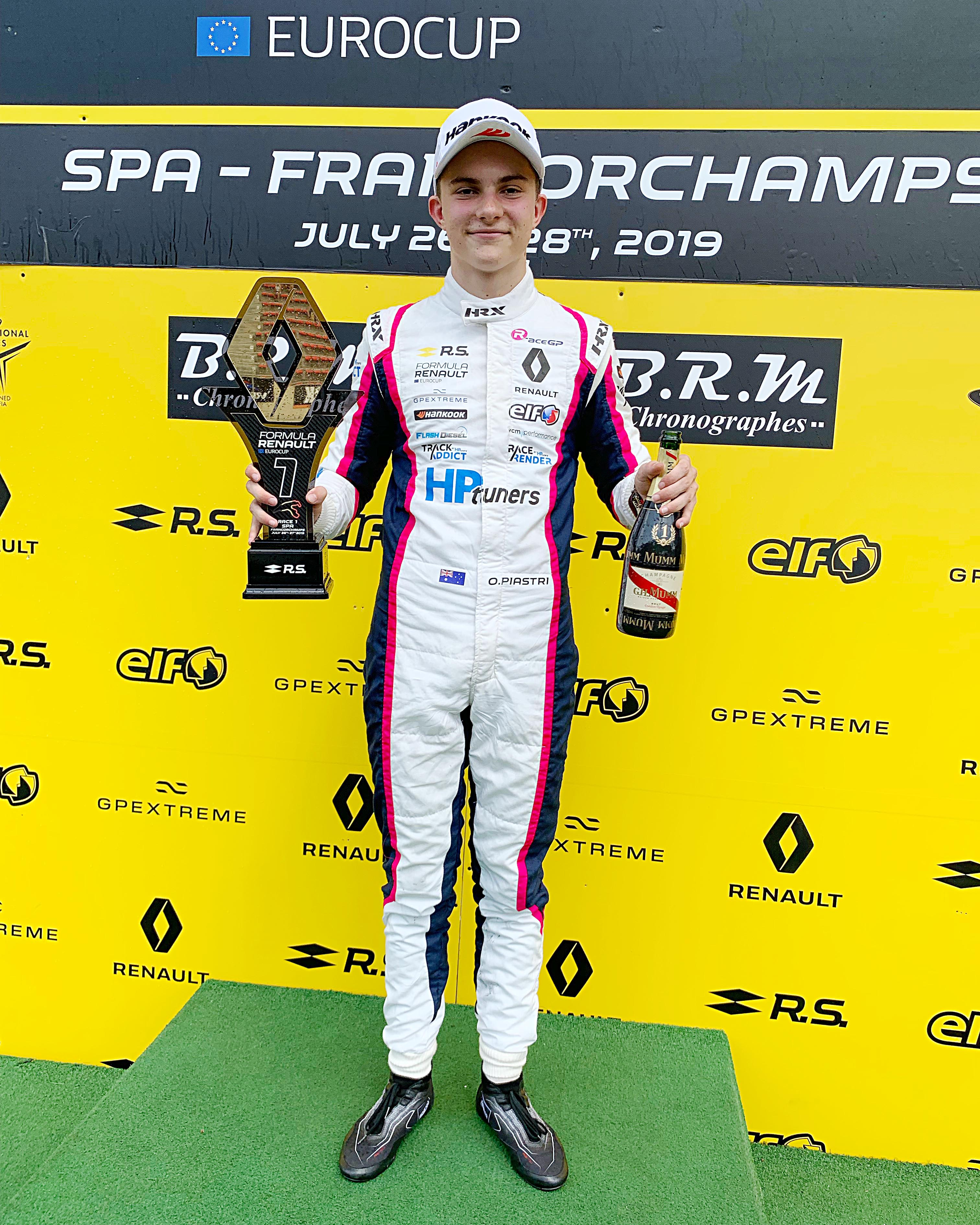
Eurocup-Meister 2019 Oscar Piastri auf dem Siegerpodest in Spa 2019

Die für die Saison 2020 geplante Reduktion von Superlizenz-Punkten für den Formel Renault Eurocup wurde im April 2020 rückgängig gemacht. Damit erhielt die Serie ebenso viele Punkte wie die Formula-Regional-European-Meisterschaft, nach deren Regeln die Serie mittlerweile ausgetragen wird. Damit bekam der Meister der Serie 18 Punkte. Die weiteren Platzierungen erhielten Punkte nach dem Schema 14-12-10-6-4-3-2-1.
2020 sollten 9 Teams im Eurocup antreten, das Team Global Racing Service zog sich aber vor Saisonstart zurück. Für die Saison 2020 musste sowohl das erste geplante Event in Monza als auch das darauf folgende Event in Silverstone abgesagt werden. Aufgrund der COVID-19-Pandemie war unklar, wann die Saison starten kann. Kurz vor Saisonende 2020 wurde bekanntgegeben, dass der Formel Renault Eurocup mit der Formula-Regional-European-Meisterschaft zusammengelegt wird. Seit 2021 wird sie daher als Formula Regional European Championship by Alpine veranstaltet.
Die Rennen des Eurocups wurden als Support-Events für die GT World Challenge Europe und die DTM veranstaltet.

## Fahrzeug
Mit der Umstellung auf das regionale Formel-3-Regelwerk zur Saison 2019 wurde ein neues Chassis eingeführt. Seit der Saison kam das T-318 von Tatuus zum Einsatz, mit dem unter anderem auch die W Series, die Formula Regional European oder die Toyota Racing Series betrieben wird.
Betrieben werden die Fahrzeuge von turbogeladenen 1,8-Liter-Renault-Motoren, die für die Saison 2020 mit aggressiveren Mappings ausgestattet werden sollen. Die Motoren produzieren zwischen 270 und 300 PS und werden auch im Renault Megane RS zum Einsatz kommen.
Die Reifen wurden für die Saison 2020 von Hankook geliefert und sollen bedeutend bessere Rundenzeiten erlauben als die vorher verwendeten Michelin Reifen.

## Rennwochenende
Ein Rennwochenende im Formula Renault Eurocup besteht aus 2 Rennen. Die Startpositionen werden durch 2 je 30-minütige Qualifying Sessions bestimmt. Zusätzlich gibt es 2 Test-Sessions zu je 50 Minuten.

## Meister
| Saison | Name der Rennserie                            | Meister (Fahrer)     | Meister (Team)        |
| ------ | --------------------------------------------- | -------------------- | --------------------- |
| 1991   | Rencontres Internationales de Formule Renault | Jason Plato          |                       |
| 1992   | Rencontres Internationales de Formule Renault | Pedro de la Rosa     |                       |
| 1993   | Eurocup Formel Renault                        | Olivier Couvreur     |                       |
| 1994   | Eurocup Formel Renault                        | James Matthews       |                       |
| 1995   | Eurocup Formel Renault                        | Cyrille Sauvage      |                       |
| 1996   | Eurocup Formel Renault                        | Enrique Bernoldi     |                       |
| 1997   | Eurocup Formel Renault                        | Jeffrey Van Hooydonk |                       |
| 1998   | Eurocup Formel Renault                        | Bruno Besson         |                       |
| 1999   | Eurocup Formel Renault                        | Gianmaria Bruni      |                       |
| 2000   | Formel Renault 2000 Eurocup                   | Felipe Massa         | JD Motorsport         |
| 2001   | Formel Renault 2000 Eurocup                   | Augusto Farfus       | Prema Powerteam       |
| 2002   | Formel Renault 2000 Eurocup                   | Eric Salignon        | Graff Racing          |
| 2003   | Formel Renault 2000 Masters                   | Esteban Guerrieri    | JD Motorsport         |
| 2004   | Formel Renault 2000 Eurocup                   | Scott Speed          | Motopark Academy      |
| 2005   | Formel Renault 2.0 Eurocup                    | Kamui Kobayashi      | SG Formula            |
| 2006   | Formel Renault 2.0 Eurocup                    | Filipe Albuquerque   | JD Motorsport         |
| 2007   | Formel Renault 2.0 Eurocup                    | Brendon Hartley      | Epsilon RedBull       |
| 2008   | Formel Renault 2.0 Eurocup                    | Valtteri Bottas      | SG Formula            |
| 2009   | Formel Renault 2.0 Eurocup                    | Albert Costa         | Epsilon Euskadi       |
| 2010   | Formel Renault 2.0 Eurocup                    | Kevin Korjus         | Tech 1 Racing         |
| 2011   | Formel Renault 2.0 Eurocup                    | Robin Frijns         | Koiranen Motorsport   |
| 2012   | Formel Renault 2.0 Eurocup                    | Stoffel Vandoorne    | Josef Kaufmann Racing |
| 2013   | Formel Renault 2.0 Eurocup                    | Pierre Gasly         | Tech 1 Racing         |
| 2014   | Formel Renault 2.0 Eurocup                    | Nyck de Vries        | Koiranen GP           |
| 2015   | Formel Renault 2.0 Eurocup                    | Jack Aitken          | Josef Kaufmann Racing |
| 2016   | Formel Renault 2.0 Eurocup                    | Lando Norris         | Josef Kaufmann Racing |
| 2017   | Formel Renault 2.0 Eurocup                    | Sacha Fenestraz      | R-ace GP              |
| 2018   | Formel Renault Eurocup                        | Max Fewtrell         | R-ace GP              |
| 2019   | Formel Renault Eurocup                        | Oscar Piastri        | R-ace GP              |
| 2020   | Formel Renault Eurocup                        | Victor Martins       | ART Grand Prix        |